# Kokusai Ki-59
El Kokusai Ki-59 fue un avión de transporte japonés liviano construido por Kokusai como un desarrollo del Teradako-ken TK-3 que voló por primera vez en 1938.

## Desarrollo
El Teradako-ken TK-3 era un monoplano de transporte ligero para 8-10 pasajeros diseñado por Nippon Koku Kogyo Kabushiki Kaisha como un transporte civil para rutas interiores de corto alcance. El primero de los dos prototipos propulsado por dos motores radiales Nakajima Kotobuki 3 voló en junio de 1938 pero como no llegó a desarrollar las prestaciones esperadas no fue construido. En 1939 el Ejército Imperial japonés tenía una necesidad urgente de un transporte liviano y ordenó a Nippon desarrollar el diseño como Ki-59. El Ki-59 era un monoplano de ala alta cantilever  con tren de aterrizaje fijo y una superficie de control vertical de cola. Estaba motorizado por dos motores radiales Hitachi Ha-13a de 450 hp (336 kW) además de otras modificaciones necesarias para cumplir con el requerimiento de un avión de transporte y enlace mediano. Se ordenó su producción en serie en 1941 con la designación oficial de  Transporte de Ejército Tipo 1. Por aquellas fechas, la compañía Nippon se había fusionado con la firma Kokusai Kokuki K.K. y las 59 unidades construidas fueron conocidas como Kokusai Ki-59. Los aviones recibieron el nombre código aliado de  "Theresa." Tuvo un pobre desempeño y poco después fue reemplazado por el más capaz  Tachikawa Ki-54 producido a gran escala.

### Planeador
A finales de 1941 , un Ki-59 fue modificado a planeador sustituyendo los motores y el tren de aterrizaje, siendo reemplazado este por un patín bajo el fuselaje. Fue nominado Ku-8-I o  Planeador experimental del ejército. Fue desarrollado posteriormente como el  Ku-8-II o Planeador experimental del ejército tipo 4 el cual fue el único planeador usado operacionalmente por el ejército imperial japonés. Fue nominado "Gander" por los aliados.

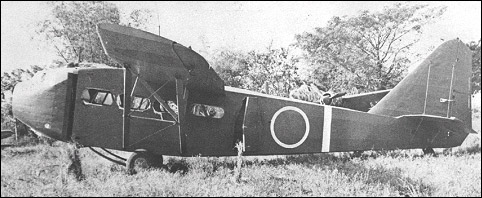
Planeador Kokusai Ku-8 derivado del Kokusai Ki-59.

## Variantes
TK-3
Prototipo de transporte civil con dos motores radiales Nakajima Kotubuki 3 de 640 cv (477kW).  2 construidos.
Ki-59 (Transporte de ejército tipo 1) (Theresa)
Transporte de producción militar con dos motores radiales Hitachi Ha-13a de 450 cv (336kW). 59 construidos.
Ku-8-I (Planeador experimental del ejército)
Configuración experimental de planeador.
Ku-8-II (Planeador experimental del ejército Tipo 4) (Gander)
Variante de planeador de asalto.

## Operadores
Japón
- Fuerza Aérea del Ejército Imperial Japonés

 Manchukuo
- Manchukuo National Airways

## Especificaciones (Ki-59)
Referencia datos: 

### Características generales
- Capacidad: 8
- Longitud: 12,5 m
- Envergadura: 17 m
- Altura: 3,05 m
- Peso vacío: 2.880 kg
- Peso cargado: 4.120 kg
- Planta motriz: 1× Motor radial Hitachi Ha-13a.
  - Potencia: 336 kW (450 cv) cada uno
- Hélices: 1× 2 por motor.

### Rendimiento
- Velocidad nunca excedida (Vne): 300 km/h